# Yes, My Darling Daughter
Yes, My Darling Daughter és una pel·lícula de comèdia screwball estatunidenca de 1939 dirigida per William Keighley i protagonitzada per Priscilla Lane i Jeffrey Lynn.

## Argument
La Ellen és una dona jove d'esperit lliure enamorada d'en Doug. Malauradament, ha de marxar d'Amèrica per fer una feina de dos anys a Bèlgica. Els dos decideixen passar el seu darrer cap de setmana junts en una cabana turística en un llac rural.

## Repartiment
- Priscilla Lane com Ellen Murray
- Jeffrey Lynn com Douglas 'Doug' Hall
- Roland Young com Titus 'Jay' Jaywood
- Fay Bainter com Ann 'Annie' Murray
- May Robson com àvia Whitman
- Genevieve Tobin com tieta Connie Nevins
- Ian Hunter com Lewis Murray
- Robert Homans com sergent Murphy
- Edward Gargan com policia
- Spencer Charters as Angus Dibble
- Lottie Williams com Martha
- Paul Panzer com Peter (escenes eliminades)
- George Tobias com treballador al port (sense acreditar)
- Clem Bevans com Henry (sense acreditar)
- John Harron com Comissari belga (sense acreditar)
- Vera Lewis com Mrs. Dibble (sense acreditar)
- Jack Richardson com marit que deixa el tren (sense acreditar)
- Rosella Towne com Edith Colby (sense acreditar)